# Eduardo Sáenz Hermúa
Eduardo Sáenz-Hermúa (Madrid, 1859-Madrid, 1898), conegut pel seu pseudònim Mecáchis o Mecachis, va ser un il·lustrador, caricaturista, humorista gràfic i escriptor espanyol.

## Biografia
Va ser un dels il·lustradors més versàtils en les primerenques tires còmiques espanyoles. Estudiant de medicina, els seus primers dibuixos van ser publicats a la revista de tipus satíric La Broma. Juntament amb els dibuixants Demócrito i Ramón Cilla, Mecáchis era un dels artistes principals d'aquesta revista democràtica i republicana. A les dobles pàgines d'aquesta revista, Mecáchis va formar i va definir el seu propi estil amb les seves caricatures polítiques.
La publicació de La Broma va ser cancel·lada a l'agost de 1885, però Mecachis ja havia llançat al seu propi projecte amb la revista La Caricatura un any abans. De la primera publicació, ell va ser l'inspirador, l'artista principal, incloent historietes seriades, i el director d'aquesta nova revista. A causa del seu treball per a La Caricatura sovint és acreditat com el creador autèntic de la historieta espanyola. El 1887 va ser co-fundador d'una revista anomenada Don Quijote.
Va publicar en revistes com La Caricatura (Madrid, 1884), La Avispa, La Broma, Madrid Cómico, Blanco y Negro, La Correspondencia de España i Valencia Cómica (1889). També va escriure en premsa. Va morir a Madrid el 29 de juliol de 1898.
A Mecachis se'l considera també un important fotògraf de la seva època.
Com a historietista va ser un pioner. Va publicar la seva primera historieta, Piensa mal y ¿acertarás?, al número 25 de La Caricatura. Desenvolupava en nou vinyetes un argument sobre amors no legalitzats però sí consumats, i com evolucionaven aquestes relacions durant nou mesos, just el nombre de les vinyetes. Aquesta historieta no compta amb cap text en les il·lustracions.
De maig a desembre de 1885, Mecachis va publicar també a La Caricatura una sèrie titulada El día de la boda, on va evolucionar en la seva concepció de les vinyetes, incloent-hi textos a la part inferior. Aquí va emprar des de plànols generals amb diversos personatges fins a plans mitjans americans, cosa poc habitual en els il·lustradors espanyols d'aquella època. També va publicar algunes historietes seriades a Madrid Cómico. Sempre tractava temes populars o crítiques a la nova burgesia espanyola i als tòpics del moment.
- José Sigler
- Antonio Vico Pintos
- Manuel Cañete
- Gaspar Núñez de Arce
- Enrique Fernández Arbós